# Ciclopentan
Ciclopentanul este un cicloalcan foarte inflamabil cu formula chimică C5H10 și numărul CAS 287-92-3, fiind format dintr-o catenă ciclică din cinci atomi de carbon , fiecare legat de o câte doi atomi de hidrogen. Este un lichid incolor cu un miros asemănător petrolului, punctul său de topire este de −94 °C, iar punctul de fierbere 49 °C. 
Este folosit ca materie primă în industrie.  În Statele Unite se produce mai mult de jumătate de milion de kilograme din acest compus în fiecare an.